# Fabiano Peçanha
Fabiano Peçanha (ur. 5 czerwca 1982 w Panambi) – brazylijski lekkoatleta, średniodystansowiec.

## Osiągnięcia
- 2 brązowe medale igrzysk panamerykańskich (bieg na 800 m, Santo Domingo 2003 i Rio de Janeiro 2007)
- liczne złote medale mistrzostw Ameryki Południowej
- 6 medali podczas Uniwersjad:
  - Daegu 2003 - 2 brązowe medale (bieg na 800 m i bieg na 1500 m)
  - Izmir 2005 - złoto na 800 metrów
  - Bangkok 2007 - srebro (bieg na 800 m) oraz brąz (bieg na 1500 m)
  - Belgrad 2009 - brąz na 800 metrów
- srebrny medal mistrzostw ibero-amerykańskich z 2012

W 2008 Peçanha reprezentował Brazylię na igrzyskach olimpijskich w Pekinie, gdzie odpadł w półfinale na 800 metrów. Na tym samym etapie rywalizacji zakończył swój start na igrzyskach olimpijskich w Londynie w 2012.

## Rekordy życiowe
- bieg na 800 m - 1:44.60 (2007)
- bieg na 1500 m - 3:38.45 (2004)